# Obrona (wieś)
Obrona – dawna wieś w Polsce, w województwie wielkopolskim, w powiecie konińskim, w gminie Kleczew. Miejscowość zniesiona 1 stycznia 2017. Miejscowość wchodziła w skład sołectwa Sławoszewo.
W latach 1975–1998 miejscowość administracyjnie należała do województwa konińskiego.